# Архипенко Олександр Порфирович
Олекса́ндр Порфи́рович Архи́пенко (18 травня (30 травня) 1887, Київ — 25 лютого 1964, Нью-Йорк, США) — український та американський скульптор і художник, один із основоположників кубізму в скульптурі. Почесний член Об'єднання митців-українців в Америці (ОМУА) та дійсний член Американської академії мистецтва та літератури.
Роботи Архипенка визначаються динамізмом, лаконічністю композиції й форми; він запровадив у скульптуру поліхромію, увігнутість і отвір, як виражальні елементи скульптури, синтетичні об'ємні рухомі конструкції. Одним з перших Архипенко використовував експресивні можливості «нульової», наскрізної форми — такою є пустота між піднятою рукою в скульптурі «Жінка, що вкладає волосся», 1905 року.

## Біографія
Народився в Києві (тоді Російська імперія). Молодший син професора Київського університету Порфирія Архипенка та Параскевії Мохової-Архипенко. Старший брат — Євген Архипенко.
У 1900–1902 роках навчався в  Київському реальному училищі Готліба Валькера . У 1902–1905 роках навчався в Київському художньому училищі, з якого був виключений у листопаді 1905 року за участь в учнівському страйку, пов'язаному з подіями революції 1905–1907 років.
1906 року продовжив навчання мистецтву у Сергія Світославського і того ж року разом з Олександром Богомазовим організував першу виставку своїх творів у Києві. Цього ж року переїхав до Москви, де у 1906–1908 роках продовжив освіту в Московському училищі живопису, архітектури і скульптури.
В 1908 році переїхав до Парижа, де продовжив освіту у Паризькій мистецькій школі. У Парижі оселився в колонії художників «Вулик» (фр. «La Ruche»), де також мешкали художники — вихідці з України Володимир Баранов-Росіне, Соня Делоне, Натан Альтман. Там познайомився з Амедео Модільяні, А. Годьє-Бжеско та іншими. Він відкрив в 1910 році у Парижі власну школу і, як перший кубічний скульптор, увів у скульптуру нові естетичні елементи — моделювання простору, вглиблені форми і прозорість.
У 1910 році здійснив велику подорож з виставкою своїх робіт Італією, Швецією, Францією, Німеччиною, Чехословаччиною і в тому самому році відбулася перша персональна виставка Архипенка у Гаґені (Німеччина).
У 1912–1914 роках Архипенко викладав у власній Школі мистецтв у Парижі. 1914 року переїхав до Ніцци.
У 1920 році брав участь у дванадцятому Венеційському бієнале (Італія).
У 1921 заснував власну Школу мистецтв у Берліні.
Від 1923 року мешкав у США, де 1924 року у Нью-Йорку відкрив школу пластики, згодом викладав у Чиказькій школі індустріальних мистецтв та університеті в Канзас-Сіті.
Родоначальник кубізму в скульптурі («Боксери», 1914; «Солдат іде», 1917), працював у манері конструктивізму, абстракціонізму та інших новітніх мистецьких течій («Жінка», 1918; «Жозефіна Бонапарте», 1935; «Заратустра», 1948; «Балерина», 1957). Створив новий різновид рельєфної різьби — так зване «скульптомалярство» («Купальниця», 1915; «Жінка, що стоїть», 1919), відкрив і обґрунтував принципи рухомого малярства, сконструював особливий механізм — «архипентуру».
У 1920–1930-х роках брав участь у художніх виставках в Радянській Україні, працював над пам'ятниками Т. Шевченку, І. Франку, князю Володимиру Святославичу для парку в Чикаго. За життя Архипенка відбулося 130 його персональних виставок.
У 1933 році взяв участь в оформленні Українського павільйону на виставці «Століття прогресу» у Чикаго, що тривала від 14 до 20 серпня 1933 року, де в окремому «Будинку Архипенка» розгорнулася його персональна виставка; там було представлено 44 роботи майстра.
Помер у Нью-Йорку, де й похований на кладовищі Вудлон.

## Творчість і вплив
Більшості його композицій властива манера кубізму, конструктивізму й абстракціонізму.
Творчість Архипенка мала великий вплив на розвиток модерністського мистецтва, у тому числі архітектури та дизайну в країнах Європи та Америки. Твори Архипенка перевернули світові уявлення початку XX століття про скульптуру. Саме Архипенко вперше «склав» єдину форму з різних нееквівалентних форм, вводячи у композиції скло, дерево, метал, целулоїд. Пластика, рух, проявлена конструкція і конструктивність, ліричність — основні риси його творів, які високо оцінили сучасники — Гійом Аполлінер, Пабло Пікассо, Фернан Леже, М. Дюшан, Роберо та Соня Делоне, Олександр Родченко, Павло Ковжун, послідовники та дослідники.
Його твори визначаються динамізмом, лаконічністю композиції й форми; він запровадив у скульптуру поліхромію, увігнутість і отвір, як виражальні елементи скульптури; синтетичні об'ємні рухомі конструкції (Медрано): «Танок», «Анжеліка», погруддя Т. Шевченка, І. Франка.
Ряд творів, зокрема «Танок», серії жіночих скульптурних портретів, скульптурні портрети князя Володимира Святого, Т. Шевченка, І. Франка, виконано в реалістичній манері.
Реалістичні тенденції знайшли вияв у серії пластичних жіночих торсів (1916, 1922) та портретів (Т. Шевченка, 1923, 1933; І. Франка, 1925; диригентів В. Менгельберга, 1925; В. Фуртвенглера, 1927).
Твори Архипенка зберігаються в багатьох музеях світу, а також у Національному художньому музеї України, Національному музеї у Львові; їх мають за честь експонувати найпрестижніші музеї та галереї світу: Центр Помпіду в Парижі, музей Modern Art та галерея Соломона, Гугенгайма в Нью-Йорку, музеї Стокгольма, Берліна, Тель-Авіва, Москви.
Ім'я О. Архипенка посідає гідне місце в шерезі Митців XX століття, поряд із Матіссом, Пікассо, Браком, Лєже, Малевичем. Його вважали вчителем майстри світової скульптури: Манцу, Джакометті, Мур, Колдер, Кавалерідзе.
У пам'ять про Олександра Архипенка в Києві встановлено пам'ятний знак «Повернення Архипенка» у вигляді копії одного з його жіночих образів. Знак знаходиться у відкритому атріумі бізнес-центру «Київ-Донбас» (вул. Євгена Чикаленка, 42).
Понад півстоліття ім'я Архипенка офіційне мистецтвознавство замовчувало в Україні — так само як імена К. Малевича, Б. Кандинського, О. Екстер, Д. Бурлюка, М. Бойчука. Їхні образи існували в переказах старшого покоління художників. Вони були не лише героями міфів про свободу, але й активно впливали на формування нової художньої думки в мистецькому андеграунді за радянських часів, а особливо в пострадянське десятиліття.

## Вшанування
|                                                     |  |  |
| Ювілейна монета НБУ присвячена Олександру Архипенку |  |  |

Ім'ям скульптора названо вулицю в Оболонському районі Києва і вулицю в місцевості Софіївка у Львові.
9 листопада 2017 року Національний банк України ввів в обіг пам'ятну монету номіналом 2 гривні, присвячену митцю. На реверсі монети зображено його портрет.
30 травня 2017 року на державному рівні в Україні відзначалась пам’ятна дата — 130 років з дня народження Олександра Архипенка (1887—1964), скульптора та художника.

## Галерея

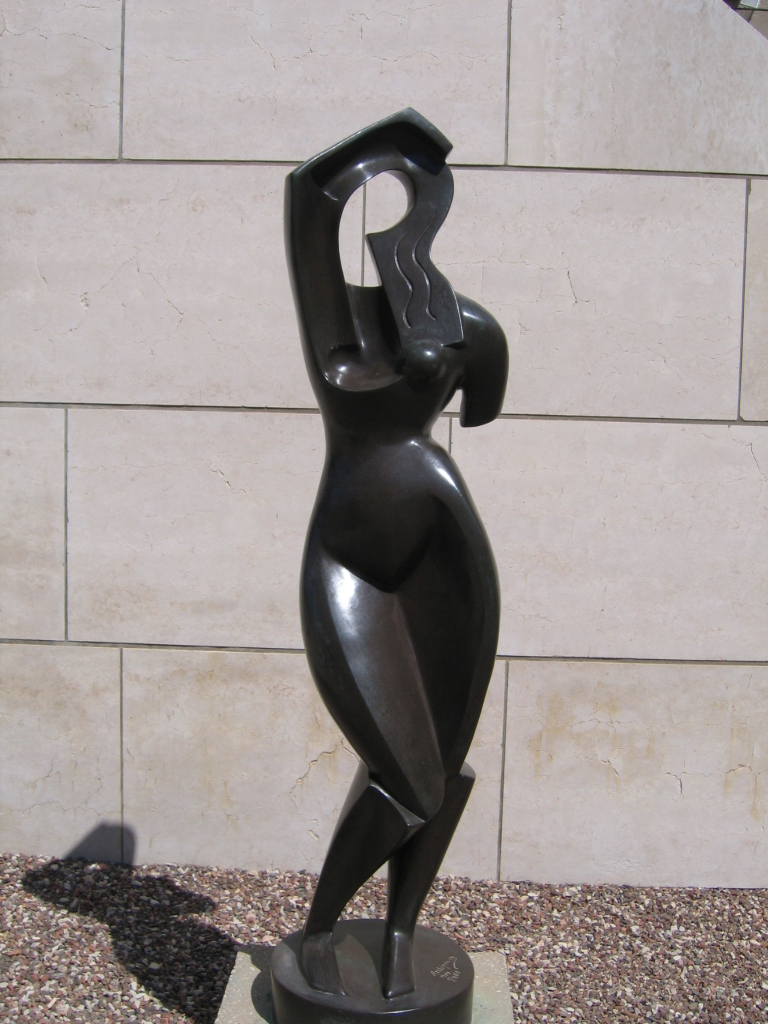
Жінка, що вкладає волосся («Lady combing her hair»)
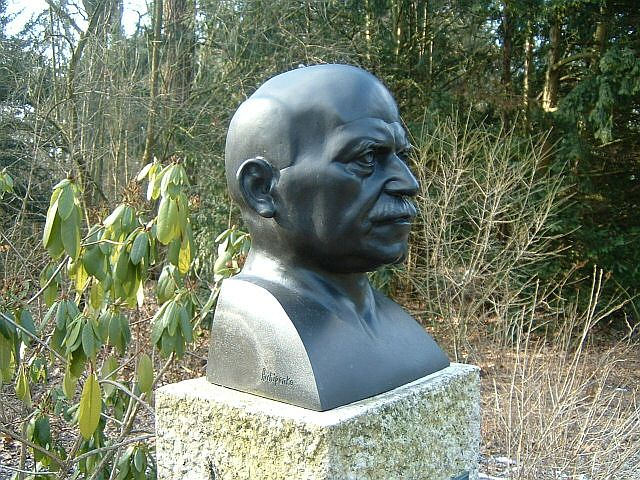
Бюст Карла фон Вайнберга (Carl von Weinberg) (1961)
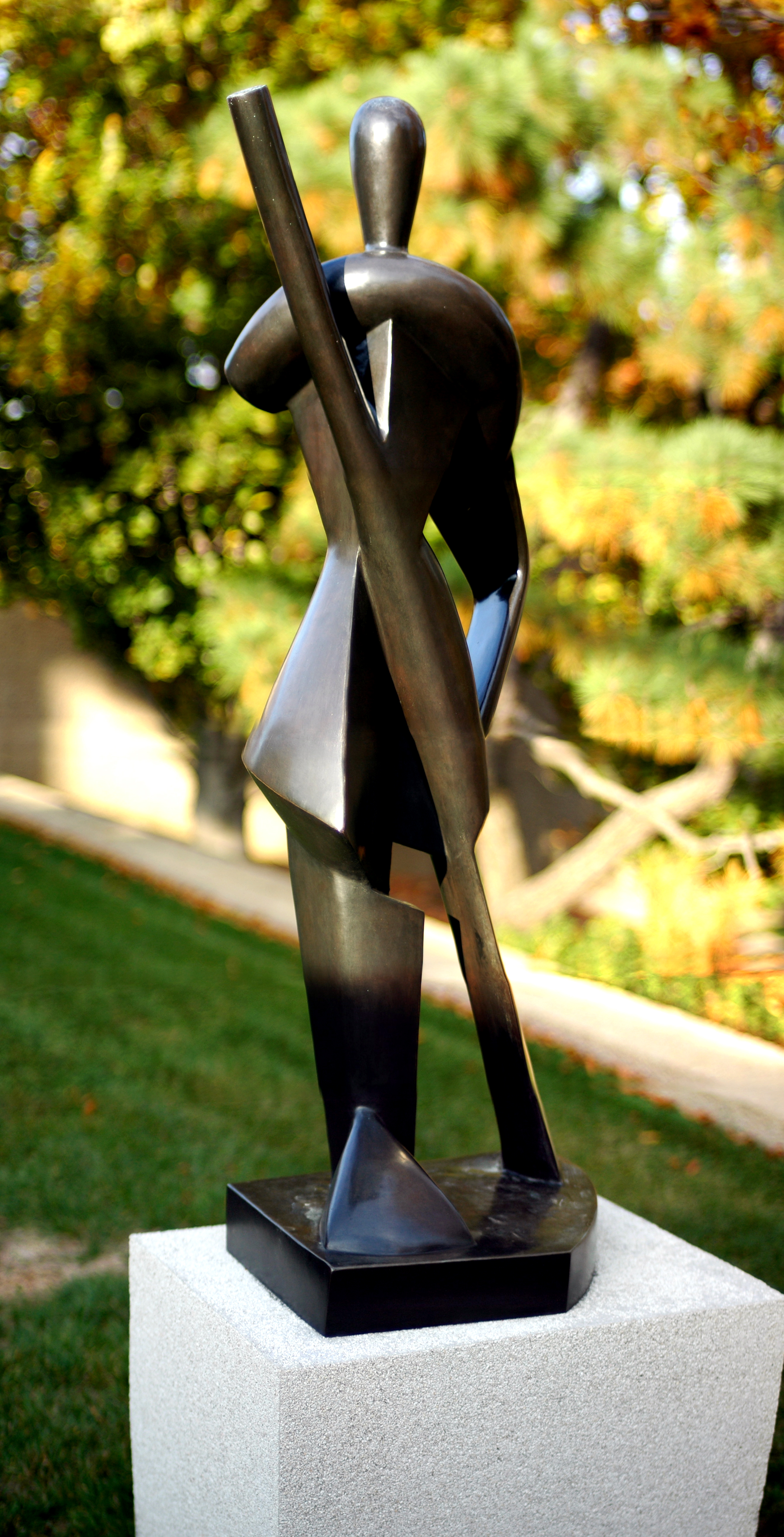
Гондольєр
Гондольєр. Музей мистецтв Метрополітен